# Formica trigona
Formica trigona är en myrart som beskrevs av Presl 1822. Formica trigona ingår i släktet Formica och familjen myror. Inga underarter finns listade i Catalogue of Life.